# Gondim
Gondim is een plaats (freguesia) in de Portugese gemeente Maia en telt 1929 inwoners (2001).